# Väinö Tuukkanen
Väinö Tuukkanen, född 9 september 1896 i Viborg, död 8 januari 1985 i Helsingfors, var en finländsk arkitekt. 
Tuukkanen, som var son till målarmästare Wilhelm Tuukkanen och Maria Seppänen, blev student 1916 och utexaminerades som arkitekt 1921. Han var anställd vid arkitektbyrån Borg, Sirén & Åberg 1921–1924, biträdande chef vid Kolonisationsstyrelsens byggnadsbyrå 1924–1926, chef 1926–1929, byråarkitekt vid Helsingfors stads stadsplaneavdelning 1929–1944, biträdande stadsplanearkitekt 1944–1949, stadsplanechef 1949–1964 och verkchef vid stadsplanekontoret 1964–1965. 
Tuukkanen var lärare i byggnadslära vid Helsingfors universitets agrikultur-forstvetenskapliga fakultet 1924–1949 och sakkunnig medlem i byggnadsärenden vid Helsingfors magistrat från 1940. Han utarbetade stadsplaner för Nyslott, Kotka, Raumo, Kajana, Kexholm, Hyvinge, Toijala och Högfors köping samt byggnadsplaner för landsortscentra. Han var expert i byggnads- och stadsplaneärenden vid inrikesministeriet 1944–1953, medlem i Helsingfors stads fasadgranskningsnämnd 1949–1964, ordförande eller medlem i flera av statens och stadens kommittéer och utskott, prisdomare i finländska arkitekt-, stadsplane- och skulpturtävlingar, medlem i Finlands gymnastik- och idrottsförbunds förvaltningsråd 1963 och ordförande i Finska golfförbundet från 1963. Han skrev artiklar i fack- och dagspressen.